# 秋元志朝
秋元 志朝（あきもと ゆきとも）は、江戸時代後期の大名。出羽山形藩4代藩主、後に上野館林藩初代藩主。館林藩秋元家10代。

## 生涯
文政3年（1820年）3月8日、周防国徳山藩8代藩主・毛利広鎮の八男として生まれる。母が山形藩の先々代藩主・秋元永朝の娘で、秋元家と縁戚関係にあったことから、天保2年（1831年）に叔父の3代藩主・秋元久朝の養子となる。天保10年（1839年）4月13日、久朝の隠居により家督を継ぐ。
弘化2年（1845年）11月30日、上野館林藩に移封される。安政2年（1855年）の安政の大地震を契機にして岡谷瑳磨介を登用して藩政改革を断行し、江戸詰の家臣の屋敷を館林に移して藩主権力の強化を図り、学問所である造士書院（求道院）を創設した。元治元年（1864年）7月、禁門の変が起こると、毛利家の出身だったため幕府から内通の嫌疑を受け、10月27日に養子の礼朝に家督を譲って強制的に隠居させられることとなった。
しかしその後も藩政の実権を握り、長州征伐では幕府・朝廷・毛利家の仲介役を務めている。明治9年（1876年）7月26日、死去。享年57。
明治29年（1896年）5月20日に従三位を追贈された。

## 経歴
- 天保7年（1836年）11月16日、従五位下・左衛門佐に叙任。
- 天保10年（1839年）4月13日、家督相続。藩主となる。同月14日、但馬守に遷任。
- 弘化2年（1845年）11月晦日、上野国館林に移封。
- 元治元年（1864年）5月、従四位下に昇叙。但馬守如元。12月27日、隠居し、刑部大輔に転任。

## 系譜
父母
- 毛利広鎮（実父）
- 喜哉 - 秋元永朝の娘（実母）
- 秋元久朝（実父）

正室、継室
- 良 - 上杉斉定の六女（正室）
- 秀 - 本多忠考の娘（継室）

子女
- 娘[2]、生母は良（正室）
- 釻次郎[3]、生母は良（正室）
- 勘九郎[4]、生母は良（正室）
- 孫三郎[5]、生母は良（正室）

養子
- 秋元礼朝 - 太田資始の五男